# Лучинский, Андрей Владимирович
Андрей Владимирович Лучинский (1929—2004) — советский и российский специалист в области физики высоких плотностей энергии, организатор науки, доктор физико-математических наук (1987), профессор (1988), член-корреспондент Академии инженерных наук РФ (1992); лауреат Ленинской премии (1964) и Государственной премии СССР (1984).

## Биография
С 1954 года после окончания Московского инженерно-физического института работал в системе атомной промышленности СССР — научным сотрудником в НИИ-9. 
С 1955 года направлен в закрытый город Челябинск-70 — научный сотрудник, с 1958 года — заведующий Лаборатории высоких плотностей энергии НИИ-1011 (ВНИИТФ), А. В. Лучинский активно участвовал в создании экспериментальной базы по разработке мощных моделирующих ускорителей и создания модулей расчёта электрического взрыва проводников. В 1964 году был удостоен Ленинской премии.
С 1978 года направлен в город Томск в ИСЭ СО РАН. С 1978 года — заведующий лаборатории, с 1984 по 1988 год —  начальник Отдела высоких плотностей энергии, с 1988 по 1995 год — главный научный сотрудник, с 1995 года — научный советник Института сильноточной электроники Сибирского отделения РАН. 
В 1984 году «за большой вклад в разработку нового класса ускорителей электронов» А. В. Лучинский был удостоен Государственной премии СССР. В 1987 году защитил докторскую диссертацию на соискание учёной степени — доктора физико-математических наук. Предложил использование нового принципа формирования импульса мощности во вновь создаваемых ускорителях, моделирующих поражающие факторы ядерного взрыва в лабораторных условиях. Был одним из создателей мощных радиационных электрофизических установок.
Умер 19 сентября 2004 года, похоронен в городе Томске.

## Награды
Источники:
- Ленинская премия (1964)
- Государственная премия СССР (1984) — «за большой вклад в разработку нового класса ускорителей электронов»